# Dźwignice
Dźwignice – grupa urządzeń dźwigowo-transportowych, służących do przemieszczania pionowego i poziomego ładunków, zwierząt i ludzi na niewielkie odległości, w ruchu przerywanym. Dźwignice stanowią liczną grupę środków transportu bliskiego, a ich eksploatacja wymaga odpowiednich kwalifikacji.
Dźwignice są urządzeniami, które eliminują lub zmniejszają wysiłek fizyczny człowieka przy podnoszeniu oraz przenoszeniu przedmiotów w żądane miejsce korzystając z praw fizyki. Do najprostszych z nich należy dźwignia prosta, żuraw i kołowrót studzienny. Żuraw studzienny swoją sylwetką przypomina żurawie budowlane, bez których trudno sobie dzisiaj wyobrazić jakąkolwiek budowę.

## Podział dźwignic

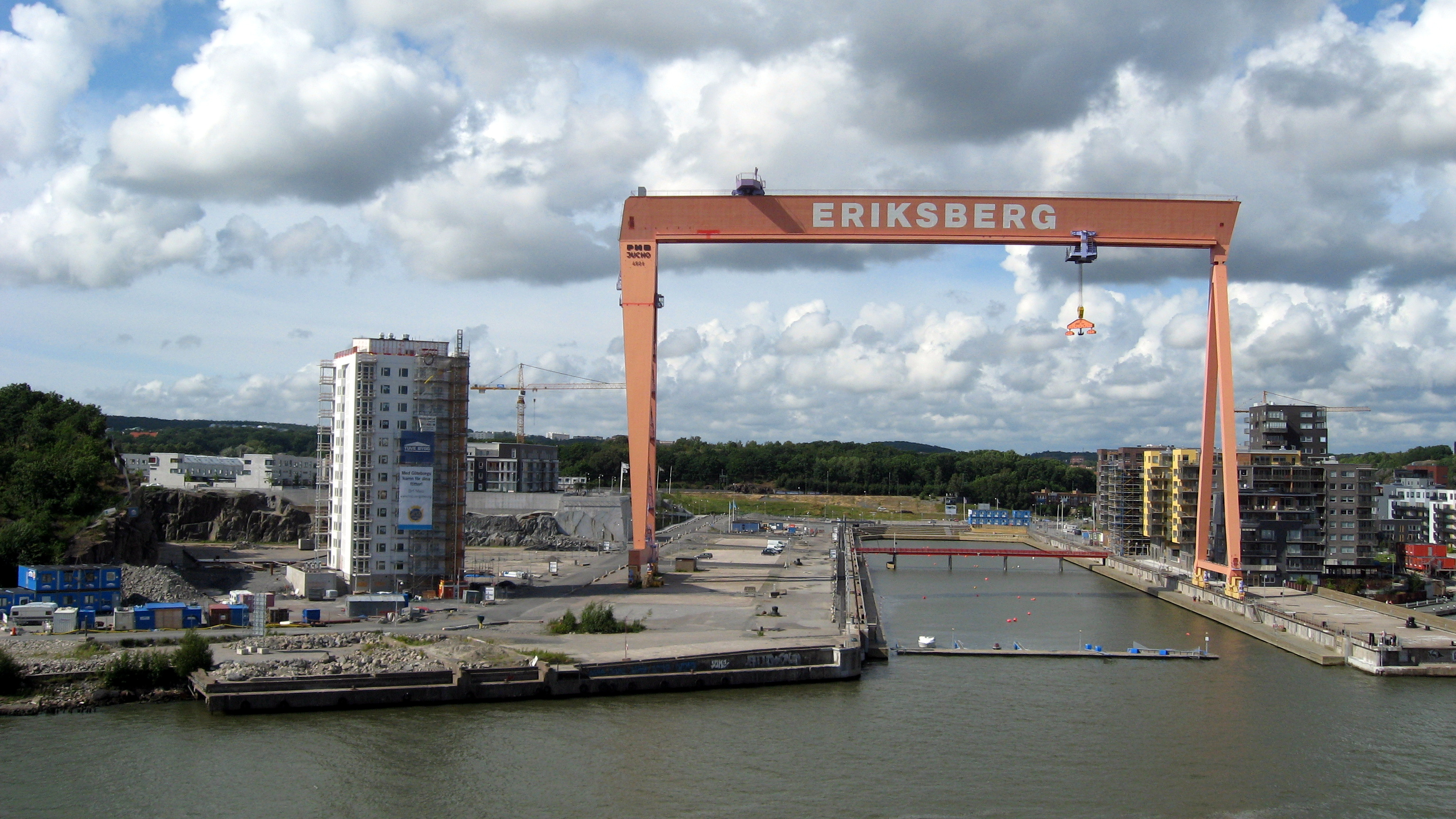
Suwnica portowa w Szwecji

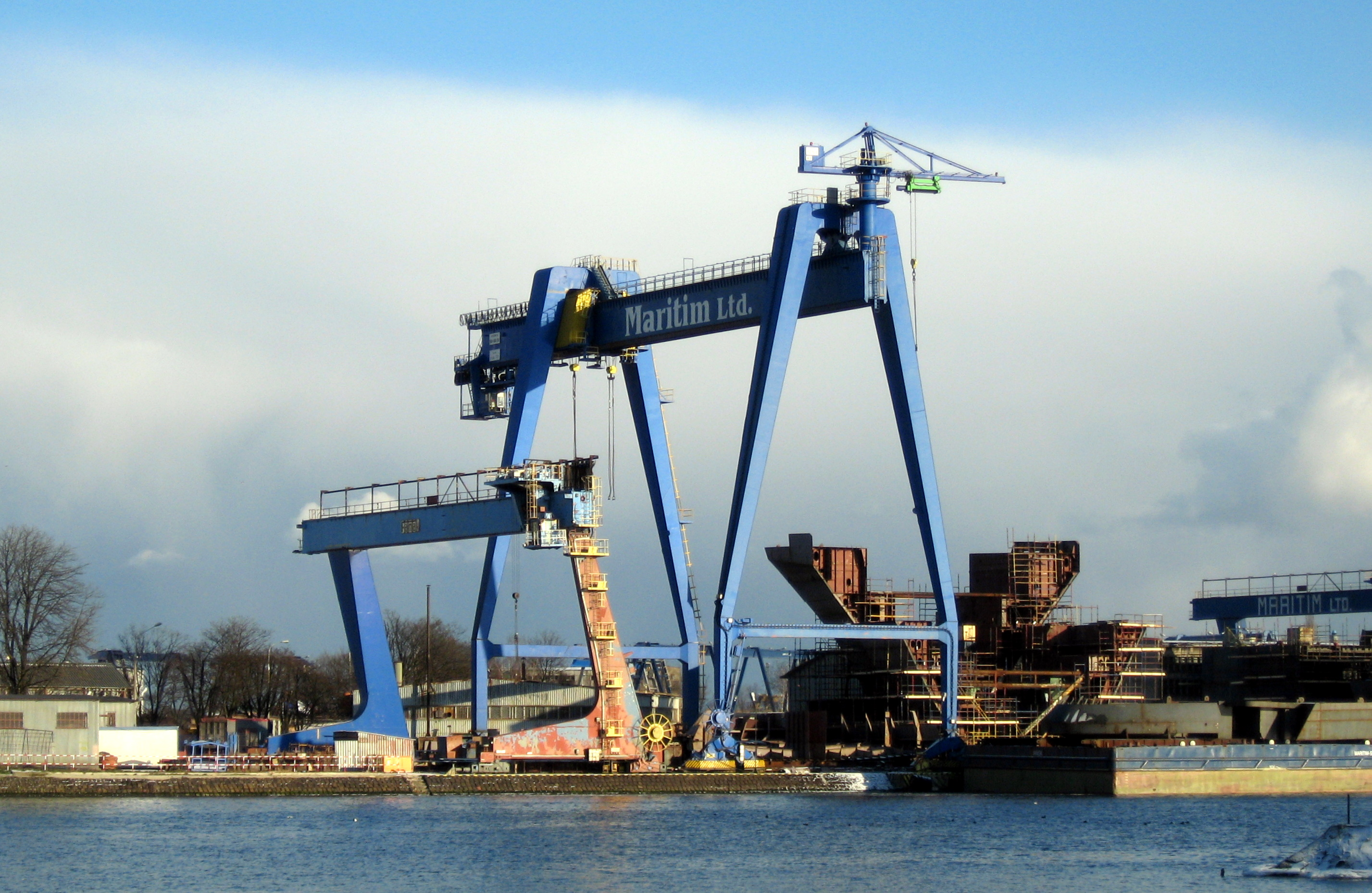
Dźwignice w Gdańsku

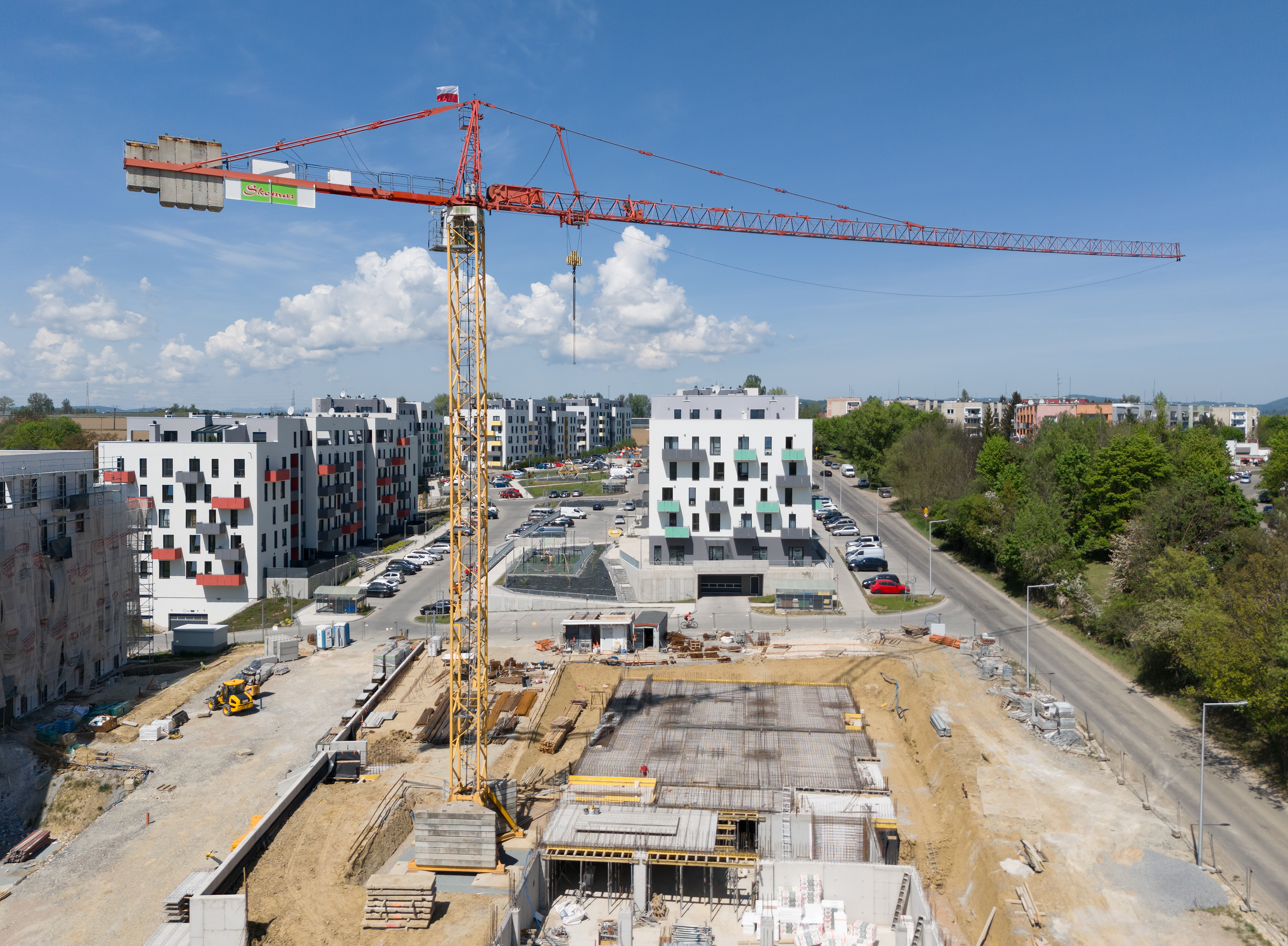
Żuraw wieżowy

W klasycznej literaturze na temat dźwignic wyróżnia się termin dźwignicy prostej (zbudowanej z jednej podstawowej części składowej) oraz dźwignicy złożonej (zbudowanej z kilku takich części). Jako podstawowe części składowe określane jako dźwignice proste wyróżnia się:
- dźwigniki
- cięgniki
- wózki
- suwnice
- wspornice
- żurawie.

W przypadku dźwignic złożonych (najczęściej są to duże urządzenia przeładunkowe stosowane w portach) spotyka się rozwiązania:
- dźwignice suwnicowo-wspornicowe
  - dźwignica typu suwnica + wspornica
  - mostowiec
- dźwignice suwnicowo-żurawiane
  - dźwignica typu suwnica + żuraw
  - dźwignica typu suwnica + wózek + żuraw
  - żuraw wielokrotny

Niezależnie od tego można jeszcze wyróżnić inne elementy obce stanowiące wyposażenie dźwignic:
- torowiska, mosty, wieże, słupy, pływaki, samochody itp.

Według terminologii obecne przyjętej w Polskich Normach wyróżnia się następujące grupy dźwignic:
- cięgniki
- suwnice
- żurawie
- układnice
- dźwigniki
- wyciągi towarowe
- dźwignice linotorowe

## Zasady bezpiecznej eksploatacji

### Wymagania dla operatorów dźwignic
Zgodnie z polskim prawem kandydat na operatora musi spełniać następujące warunki:
- mieć ukończone 18 lat
- posiadać aktualne badania od lekarza medycyny pracy stwierdzające dobry stan zdrowia (na poziomie potrzeb tego zawodu)
- mieć odpowiednie wykształcenie i praktykę

Uprawnienia dla operatorów dźwignic dzielą się na kategorie I, II, III oraz podkategorie oznaczane literami w zależności od grupy dźwignic, do których się odnoszą:
- W – obsługa cięgników
- P – podestów ruchomych
- S – obsługa suwnic
- U – układnic magazynowych
- L – dźwignic linotorowych
- Ż – obsługa żurawi
- K – urządzeń do przeładunku kontenerów
- WT – wyciągów towarowych
- D – dźwigów
- WJO – wózków jezdniowych podnośnikowych

### Zasady konserwacji
Osoby zatrudnione przy pracach konserwacyjno-remontowych powinni posiadać teoretyczne i praktyczne wiadomości związane z eksploatacją, bezpieczeństwem i higieną pracy oraz przepisami dozoru technicznego.
Prowadzący prace konserwacyjno-remontowe powinni posiadać:
- uprawnienia wydane przez Inspektorat Dozoru Technicznego właściwej dla kategorii konserwowanych, przeglądanych lub remontowanych dźwignic
- zaświadczenie kwalifikacyjne dla osób zatrudnionych przy eksploatacji urządzeń elektroenergetycznych (E)

## Wykaz ważniejszych aktów prawnych dotyczący dźwignic
- Ustawa z dnia 21 grudnia 2000 r. o dozorze technicznym (Dz.U. z 2024 r. poz. 1194).
- Rozporządzenie Rady Ministrów z dnia 16 lipca 2002 r. w sprawie rodzajów urządzeń technicznych podlegających dozorowi technicznemu (Dz.U. z 2002 r. nr 120, poz. 1021) tekst jednolity uwzględniający zmiany wprowadzone rozporządzeniem opublikowanym w Dz.U. z 2003 r. nr 28, poz. 240), wydane na podstawie art. 5 ust. 2 ustawy o dozorze technicznym.
- Rozporządzenie Ministra Gospodarki z dnia 18 lipca 2001 r. w sprawie trybu sprawdzania kwalifikacji wymaganych przy obsłudze i konserwacji urządzeń technicznych (Dz.U. z 2001 r. nr 79, poz. 849) tekst jednolity uwzględniający zmiany wprowadzone rozporządzeniem opublikowanym w Dz.U. z 2003 r. nr 50, poz. 426), wydane na podstawie art. 23 ust. 5 ustawy o dozorze technicznym.
- Rozporządzenie Ministra Gospodarki z dnia 15 marca 2001 r. w sprawie wzoru znaku dozoru technicznego (Dz.U. z 2001 r. nr 30, poz. 346), wydane na podstawie art. 15 ust. 3 ustawy o dozorze technicznym.
- Rozporządzenie Ministra Gospodarki, Pracy i Polityki Społecznej z dnia 29 października 2003 r. w sprawie warunków technicznych dozoru technicznego w zakresie eksploatacji niektórych urządzeń transportu bliskiego (Dz.U. z 2003 r. nr 193, poz. 1890).
- Rozporządzenie Ministra Gospodarki z dnia 8 grudnia 2005 r. w sprawie zasadniczych wymagań dla dźwigów i ich elementów bezpieczeństwa (Dz.U. z 2005 r. nr 263, poz. 2198) (wdrożenie dyrektywy 95/16/WE).
- Rozporządzenie Ministra Gospodarki z dnia 5 listopada 2008 r. zmieniające rozporządzenie w sprawie zasadniczych wymagań dla dźwigów i ich elementów bezpieczeństwa (Dz.U. z 2008 r. nr 203, poz. 1270) (wdrożenie postanowień dyrektywy 2006/42/WE w sprawie maszyn, zmieniającej dyrektywę 95/16/WE).